# Phil Barber
Phillip Andrew Barber (sinh ngày 10 tháng 6 năm 1965) là một cựu cầu thủ bóng đá người Anh thi đấu ở vị trí tiền vệ.

## Sự nghiệp
Sinh ra ở Tring, Barber thi đấu cho Aylesbury United, Crystal Palace, Millwall, Plymouth Argyle, Bristol City, Mansfield Town, Fulham, Dover Athletic, Crawley Town, Carshalton Athletic, Dulwich Hamlet, Croydon, Redhill và St. Leonards. Cùng với Crystal Palace, Barber thi đấu tại Chung kết Cúp FA 1990.